# Oleiros (Ribeira)
Oleiros (llamada oficialmente San Martiño de Oleiros) es una parroquia y un lugar español del municipio de Ribeira, en la provincia de La Coruña, Galicia.

## Entidades de población
Entidades de población que forman parte de la parroquia:
- Axeitos
- Balteiro
- Muíños (Os Muíños)
- Oleiros
- Carballo
- Cruceiro (O Cruceiro)
- Gándara
- A Eirexa (A Igrexa)
- Lixó
- Meixe
- Portochouzo (Portochouso)
- Salmón
- Sancortes
- Sobrido
- Xinxides (Xenxides)
- Lobeiras
- Moldes

## Despoblados
- Granxa (A Granxa)
- San Amedio
- Muíño de Correa (Muíño da Correa)

## Demografía

### Parroquia
| Gráfica de evolución demográfica de Oleiros (parroquia) entre 2000 y 2019 |
|                                                                           |
| Datos según el nomenclátor publicado por el INE.                          |

### Lugar
| Gráfica de evolución demográfica de Oleiros (lugar) entre 2000 y 2019 |
|                                                                       |
| Datos según el nomenclátor publicado por el INE.                      |